# Деструктор
Дестру́ктор — специальный метод класса, служащий для деинициализации объекта (например освобождения памяти).

## Синтаксис деструктора
- C++: имя деструктора совпадает с именем класса, перед которым стоит символ тильда (~). См. пример ниже.
- D: деструкторы имеют имя ~this().
- Rust: деструкторы построены на типаже Drop.
- Delphi: деструкторы имеют ключевое слово destructor и могут иметь любое имя, но обычно именуется как Destroy.
- Object Pascal: деструкторы имеют ключевое слово destructor и могут иметь любое имя, но обычно именуется как Destroy.
- Objective-C: деструкторы имеют имя dealloc.
- Perl: деструкторы имеют имя DESTROY; в расширении Moose для Perl 5, деструкторы имеют название DEMOLISH.
- PHP: В PHP 5+, деструкторы имеют имя __destruct. В более ранних версиях PHP деструкторов не было.[1]
- Python: есть методы с именем __del__, называемые деструкторами в руководстве по языку Python 2,[2] но на самом деле они являются Финализаторами, как это объявлено в Python 3.[3]
- Swift: деструкторы имеют имя deinit.

## Деструктор в Delphi
Для объявления деструктора в Delphi используется ключевое слово destructor. Имя деструктора может быть любым, но рекомендуется всегда называть деструктор Destroy.
```
  
TClassWithDestructor
 
=
 
class

    
destructor
 
Destroy
;
 
override
;

  
end
;

```

В Delphi все классы являются потомками, по крайней мере, класса TObject, поэтому, для корректного освобождения памяти, необходимо перекрывать деструктор, используя директиву override.
В Delphi прямой вызов деструктора используется редко. Вместо него используют метод Free.
```
 MyObject.Free;
```

Метод Free вначале проверяет существует ли уничтожаемый объект, а затем вызывает деструктор. Этот прием позволяет избегать ошибок, возникающих при обращении к несуществующему объекту.

## Деструктор в C++
```
    
#include
 
<iostream>

    
using
 
namespace
 
std
;

    
class
 
NameOfClass

    
{

        
private
:

             
int
 
a
;

        
public
:

             
NameOfClass
(
int
 
m
);

             
~
NameOfClass
();

    
};

    
NameOfClass
::~
NameOfClass
()

    
{

        
cout
 
<<
 
this
->
a
 
<<
 
endl
;

    
}

    
NameOfClass
::
NameOfClass
(
int
 
m
)

    
{

        
a
 
=
 
m
;

    
}

```

~NameOfClass() — деструктор, имеет имя ~NameOfClass, не имеет входных параметров.
В данном случае при уничтожении объекта выводит в консоль параметр a.

## Деструктор в Rust
```
struct
 
Foo
 
{

    
i
:
 
i32
,

}

impl
 
Foo
 
{

    
fn
 
new
(
i
:
 
i32
)
 
->
 
Foo
 
{

        
Foo
 
{
 
i
 
}

    
}

}

impl
 
Drop
 
for
 
Foo
 
{

    
fn
 
drop
(
&
mut
 
self
)
 
{

        
println!
(
"{}"
,
 
self
.
i
);

    
}

}

```

В блоке impl для структуры Foo реализуется одноимённый метод типажа Drop. В коде ниже создаётся переменная foo. Благодаря умной модели памяти, деструктор будет вызван автоматически и без накладных расходов, как только закончится область видимости переменной.
```
let
 
foo
 
=
 
Foo
::
new
(
42
);

```

## Виртуальный деструктор
Деструктор интерфейсов или абстрактных классов обычно делают виртуальным. Такой прием позволяет корректно удалять без утечек памяти, имея лишь указатель на базовый класс.
Пусть (на C++) есть тип Father и порождённый от него тип Son:
```
class
 
Father

{

public
:

  
Father
()
 
{}

  
~
Father
()
 
{}
 

};

class
 
Son
 
:
 
public
 
Father

{

public
:

  
int
*
 
buffer
;

  
Son
()
 
:
 
Father
()
 
{
 
buffer
 
=
 
new
 
int
[
1024
];
 
}

  
~
Son
()
 
{
 
delete
[]
 
buffer
;
 
}

};

```

Нижеприведённый код является некорректным и приводит к утечке памяти.
```
Father
*
 
object
 
=
 
new
 
Son
();
 
// вызывается Son()

delete
 
object
;
 
// вызывается ~Father()!!

```

Однако, если сделать деструктор Father виртуальным:
```
class
 
Father

{

public
:

  
Father
()
 
{}

  
virtual
 
~
Father
()
 
{}
 

};

class
 
Son
 
:
 
public
 
Father

{

private
:

  
int
*
 
buffer
;

public
:

  
Son
()
 
:
 
Father
()
 
{
 
buffer
 
=
 
new
 
int
[
1024
];
 
}

  
~
Son
()
 
{
 
delete
[]
 
buffer
;
 
}

};

```

вызов delete object; приведет к последовательному вызову деструкторов ~Son и ~Father.